# Matthias Oesterreich

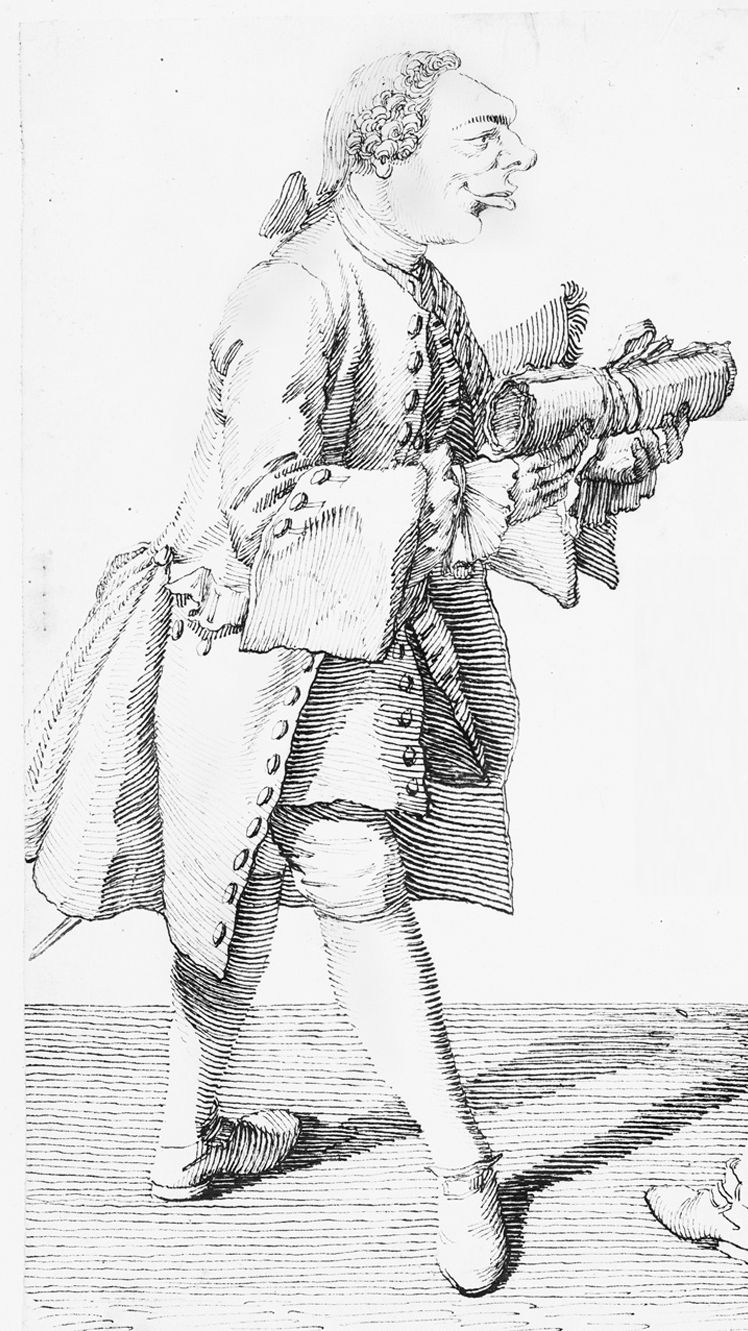
Matthias Oesterreich: Selbstbildnis. Ausschnitt aus einer Radierung von Matthias Oesterreich aus den Raccolta de vari disegni dell cavalliero Pietro Leone Ghezzi

Matthias Oesterreich (* 1716 wahrscheinlich in Hamburg; † 1778 in Berlin) war ein deutscher Maler und Radierer und wirkte unter König Friedrich II. von Preußen als Galeriedirektor in Sanssouci.

## Leben

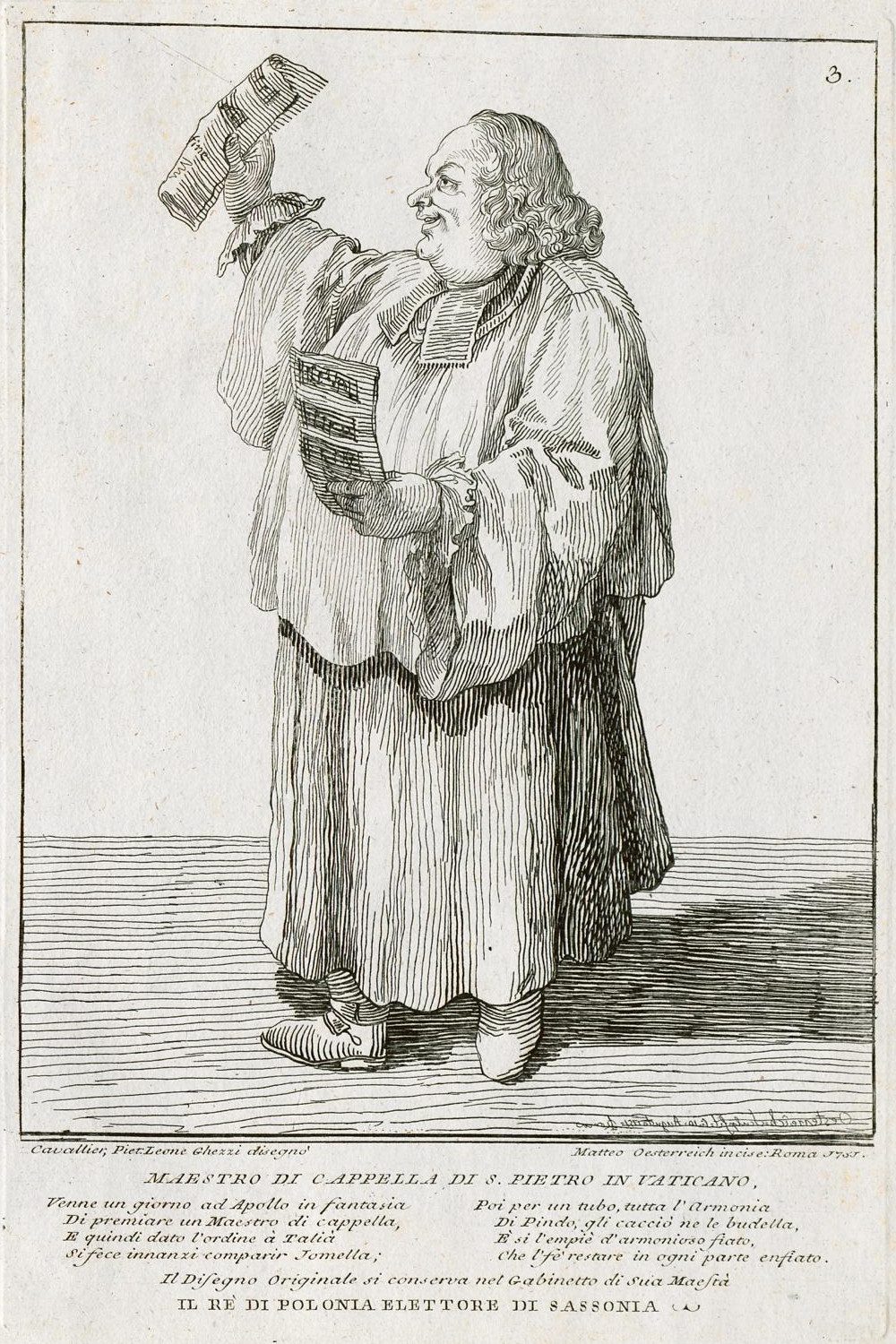
Der Komponist und Kapellmeister Niccolò Jommelli (1714–1774). Zeichnung von Pier Leone Ghezzi, Radierung von Matthias Oesterreich. Tafel 3 der von ihm herausgegebenen Raccolta de vari disegni dell cavalliero Pietro Leone Ghezzi.

Matthias Oesterreich wurde aller Wahrscheinlichkeit nach 1716 in Hamburg geboren. Er kam in jungen Jahren nach Dresden, lernte dort bei Giovanni Battista Grone das Zeichnen. In Dresden blieb er von 1741 bis 1757. Im Jahre 1751 wurde er Mitarbeiter des Dresdner Kupferstichkabinetts und 1755 Unterinspektor der Dresdner Gemäldegalerie. Seine Kenntnisse über Kunst, Maler und Gemälde sowie die anderen Kunstrichtungen hatte er sich auf diversen Reisen nach Italien angeeignet. Aufgrund seiner Expertise wurde ihm auch von Privatsammlern die Erstellung von Sammlungskatalogen in Auftrag gegeben, so die des Kaufmanns Eimken 1761 oder der Privatsammlung H. J. H. Stein 1763.
Im Jahre 1757 wechselte Oesterreich mit Bewilligung des sächsischen Kurfürsten nach Potsdam und wurde dort Direktor der Galerie in Sanssouci, als welcher er 1778 zu Berlin starb. In dieser Position gab er auch eine Beschreibung der Galerie und des Kupferstichkabinetts Friedrich II. in Sanssouci heraus, die 1770 in zweiter Auflage und im Jahre 1773 in französischer Übersetzung erschien.
Oesterreich ist auch selbst als Radierer mit diversen Blättern in Erscheinung getreten, „die theilweise selten zu nennen sind.“ Sicher nachweisbar sind seine Radierungen von Karikaturen von Pietro Leone Ghezzi sowie eine Folge von Blättern aus der Sammlung des Grafen Brühl.

## Werk

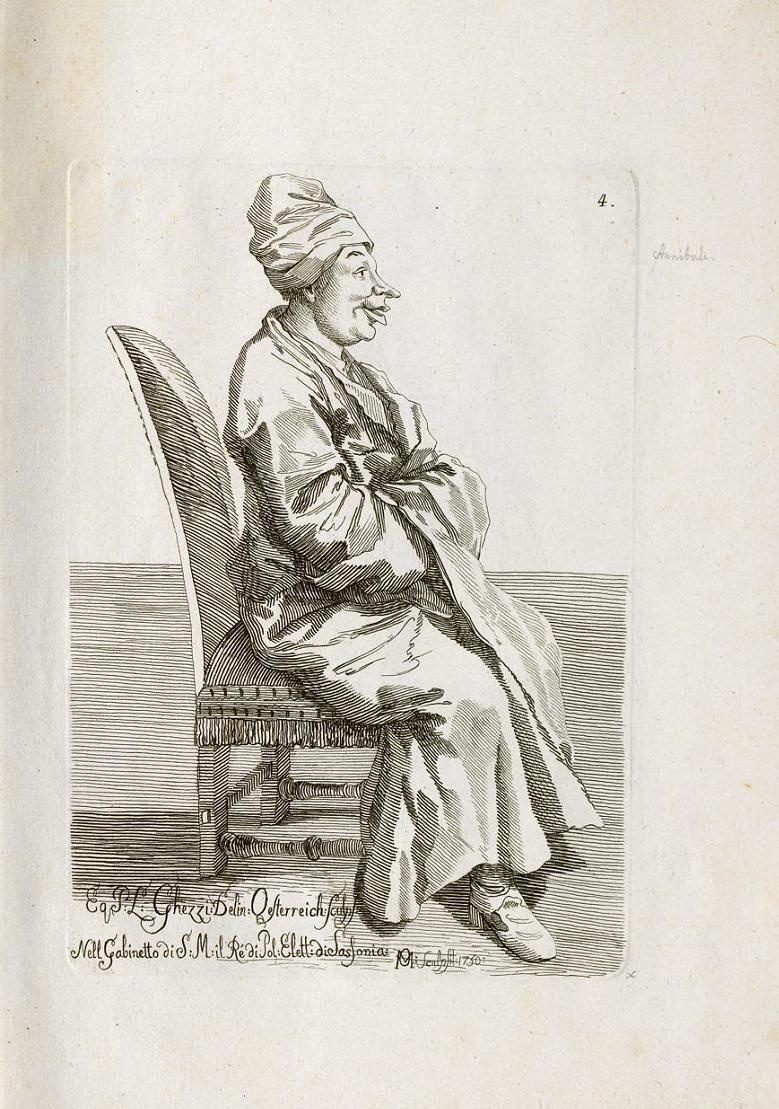
Der Altkastrat am Dresdner Hof Domenico Annibali. Zeichnung von Pier Leone Ghezzi, Radierung von Matthias Oesterreich. Tafel 3 der von ihm herausgegebenen Raccolta de vari disegni dell cavalliero Pietro Leone Ghezzi.

- Raccolta de vari disegni dell cavalliero Pietro Leone Ghezzi, romano è di Giovann Battista Internari, romano : e di alcuni altri maestri. 42 Radierungen. Potsdam 1766
- Beschreibung der Königlichen Bildergallerie und des Kabinets im SansSouci 1770
- Beschreibung und Erklärung der Grupen, Statüen, ganzen und halben Brust-Stücke, Basreliefs, Urnen und Vasen von Marmor, Bronze und Bley, sowohl von antiker als moderner Arbeit, welche die Sammlung Sr. Majestät, des Königs von Preussen, ausmachen. George Jacob Decker, Berlin 1775
- Beschreibung aller Seltenheiten der Kunst und übrigen Alterthümer, besonders an Statüen in dem Königl. Lust-Schlosse Charlottenburg, bey der Residenz-Stadt Berlin. Winter, Berlin 1768
- Recueil de quelques dessins de plusieurs habiles maitres tirés du cabinet de Mr. le Comte de Brühl à Dresde. 40 Blätter nach Zeichnungen von Boitard, S. Cantarini, la Hire, Procaccini, Rafael.
- Piramus und Thisbe, Rom 1746
- Die Zeit beschneidet dem schlafenden Amor die Flügel
- Eine heil. Familie, nach Procaccini
- Plafond in einem Gebäude des ehemaligen Brühlschen Gartens in Dresden, nach Palko